# دنبوویتس (شهرستان برانگوو)
دنبوویتس (به لهستانی:  Dębowiec) یک روستا در لهستان است که در گمینا للکووو واقع شده‌است.